# Nationwide Arena
La Nationwide Arena è un'arena coperta situata a Columbus, Ohio. Inaugurata nel 2000, attualmente ospita le partite dei Columbus Blue Jackets di NHL, e dei Columbus Destroyers della AFL. Tra il 2001 e il 2003 ha ospitato i Columbus Landsharks della NLL.
L'arena inoltre è una delle tre strutture di Columbus (insieme al Greater Columbus Convention Center e al Franklin County Veterens Memorial Auditorium) sede di eventi dell'annuale Arnold Classic, una competizione di culturismo ideata dall'ex culturista e attuale governatore della California Arnold Schwarzenegger.
Il nome dell'arena deriva dalla società che la possiede, il gruppo finanziario Nationwide, la cui sede è situata nella stessa strada dove sorge l'arena.

## Storia e caratteristiche
La Nationwide Arena sorge in quella che viene chiamata Arena District, una zona di Columbus che ospita diversi bar, locali e cinema. Insieme al Lifestyle Communities Pavilion e all'Arena Grand Theatre costituisce un complesso d'intrattenimento.
L'arena ospita anche un piccolo campo di hockey chiamato Dispatch IceHaus che viene utilizzato per gli allenamenti dei Blue Jackets e per partite delle serie giovanili. Questo fa dell'arena la prima arena NHL ad avere al proprio interno un sito di allenamento e una delle due arene NHL con questa caratteristica (l'altra arena è il Prudential Center, casa dei New Jersey Devils).
Il 16 marzo 2002 la tredicenne Brittanie Cecil, che stava assistendo in tribuna alla partita tra i Blue Jackets e i Calgary Flames, venne colpita alla tempia dal paleo dopo un tiro di Espen Knutsen deviato da Derek Morris. La ragazza morì due giorni dopo a causa del danno subito ad un'arteria del collo. In seguito all'incidente la National Hockey League ordinò l'installazione in tutte le arena di una rete di nylon che fosse in grado di trattenere i palei che superassero il tradizionale vetro di protezione.
Alcune persone sostengono che esista una maledizione sull'arena, in quanto venne costruita dove in precedenza sorgeva la Prigione di stato dell'Ohio. Qualcuno sostiene anche che la sedia elettrica della prigione era situata dove oggi c'è il centro del campo, ma in realtà l'arena è stata costruita sopra il parcheggio della prigione, mentre è il parcheggio dell'arena a sorgere nel luogo in cui si trovava la prigione. Alcuni spettatori e impiagati dell'arena hanno raccontato di attività paranormali, mentre alcuni tifosi dei Blue Jackets hanno scherzosamente additato gli eventi sovrannaturali come responsabili degli scarsi risultati della squadra dallo spostamento in questa arena.

## Riconoscimenti
ESPN The Magazine ha dichiarato la Nationwide Arena "the No. 1 stadium experience in professional sports", cioè il migliore stadio di tutte le leghe professionistiche, e The Ultimate Sports Road Trip l'ha classificata come la migliore arena di tutta l'NHL.